# Novouleanivka, Bahciîsarai
Otarçıq (în ucraineană Отарчик) este un sat în așezarea urbană Albat din raionul Bahciîsarai, Republica Autonomă Crimeea, Ucraina.

## Demografie
Componența lingvistică a localității Otarçıq
     Rusă (64,36%)
     Tătară crimeeană (21,45%)
     Ucraineană (11,55%)
     Alte limbi (0,33%)
Conform recensământului din 2001, majoritatea populației localității Otarçıq era vorbitoare de rusă (64,36%), existând în minoritate și vorbitori de tătară crimeeană (21,45%) și ucraineană (11,55%).